# 小竹裕人
小竹 裕人（こたけ ひろと、1966年12月7日 - ）は、日本の社会学者。群馬大学社会情報学部准教授。東京都新宿区出身。専門は公共政策論、政策評価、地域の合意形成と公共部門。

## 来歴・人物
- 1966年12月7日　東京都新宿区に生まれる
- 1973年3月　関町白百合幼稚園卒業
- 1979年3月　暁星小学校卒業
- 1982年3月　暁星中学校卒業
- 1985年3月　暁星高等学校卒業
- 1990年3月　一橋大学経済学部卒業
- 1990年4月　富士銀行入社
- 1997年3月　法政大学大学院経済学研究科経済学専攻博士課程単位取得満期退学
- 1997年4月　群馬大学社会情報学部専任講師
- 2000年4月　群馬大学社会情報学部講師
- 2003年4月　群馬大学社会情報学部助教授
- 2007年4月　群馬大学社会情報学部情報行動学科准教授

身内に病人が出た関係で進学をあきらめ、富士銀行に入社するも初志貫徹のため退社。母校大学院の二次面接で言葉の行き違いで波乱があり、紆余曲折後、加藤寛の弟弟子にあたる法政大学・黒川和美教授に師事。
博士課程単位取得満期退学後、1997年4月に講師として群馬大学社会情報学部に着任。現在に至る。

## 専門分野
- 公共政策論
- 政策評価
- 地域の合意形成と公共部門

## 研究テーマ
- 政策・政策評価に関する研究、公共部門の効率化方策の研究および両者の実践等

## 著書

### 著書
- 『第三章国民サービスの種類と負担、第六回税制』（財政のしくみ 、1995年）
- 『放送需要の考え方』（有料放送市場の今後の展望、1996年）